# Anco van der Haar
Anco van der Haar (Waddinxveen, 1953) is een Nederlands kunstenaar.
Van der Haar studeerde aan de Academie voor Beeldende Kunsten in Utrecht. Hij kreeg daar onder andere les van graficus Gerard van Rooy. Van der Haar maakt schilderijen en grafiek, veelal lithografieën.
Samen met zijn oudere broer Henk van der Haar maakt hij in de latere jaren van het gezelschap deel uit van grafisch gezelschap De Luis. Op 1 april 1991 richten ze samen met Gerard van Rooy en Gert de Rijk het keramisch samenwerkingsverband Z4 op.
- RKD-Nederlands Instituut voor Kunstgeschiedenis: 34914